# چارلی بکر
چارلی بکر (انگلیسی: Charlie Becker؛ ‏ ۲۴ نوامبر ۱۸۸۷ – ۲۸ دسامبر ۱۹۶۸) بازیگر آلمانی-آمریکایی بود. وی بین سال‌های ۱۹۲۶ تا ۱۹۳۹ میلادی فعالیت می‌کرد.
از فیلم‌هایی که وی در آن‌ها نقش داشته‌است، می‌توان به در گرداگرد شهر و جادوگر شهر از اشاره نمود.